# Kanuru, Sagar
Kanuru là một làng thuộc tehsil Sagar, huyện Shimoga, bang Karnataka, Ấn Độ.